# Lelu Island, British Columbia
Lelu Island är en ö i Kanada.   Den ligger i North Coast Regional District och provinsen British Columbia, i den sydvästra delen av landet, 3 900 km väster om huvudstaden Ottawa.
Trakten runt Lelu Island är nära nog obefolkad, med mindre än två invånare per kvadratkilometer.